# مقاطعة لينكولن (فرجينيا الغربية)
مقاطعة لينكولن هي مقاطعة في فرجينيا الغربية، تتبع فيرجينيا الغربية، بلغ عدد سكانها 21٬720  نسمة، في 2010، عاصمتها هاملين، تبلغ مساحتها 1٬136 كيلومتر مربع.

## الموقع
تشترك في الحدود مع:
- مقاطعة بوتنام (فرجينيا الغربية)
- مقاطعة مينغو (فرجينيا الغربية)
- مقاطعة لوغان.

## أعلام
- دان أدكينز
- جايسون بوتشر